# ビッグマウス (2022年のテレビドラマ)
『ビッグマウス』（朝: 빅마우스）は2022年7月29日から2022年9月17日までMBCで放送されていた大韓民国のテレビドラマ。

## あらすじ
勝率10％の弁護士パク・チャンホ（イ・ジョンソク）は偶然任せられた殺人事件に巻き込まれてしまい、一夜にして稀代の天才詐欺師ビッグマウスとなってしまう。生き残るためにそして家族を守るために巨大な陰謀が絡んでいる上流社会の素顔を暴いていく。

## 出演
※括弧内は日本語吹替

### 主要人物
パク・チャンホ：イ・ジョンソク（大野智敬）
弁護士だったが、ある日濡れ衣を着せられ詐欺師ビッグマウスになってしまった。
コ・ミホ：ユナ（少女時代）
チャンホの妻で看護師。
チェ・ドハ：キム・ジュホン（小林親弘）
クチョン市長。プライベート組織「NRフォーラム」の正式メンバー。

### NRフォーラムのメンバー
コン・ジフン：ヤン・ギョンウォン（興津和幸）
クッドン日報の代表。「NRフォーラム」の会長。
チョン・チェボン：キム・ジョンヒョン
史学財団チルボン学園の理事。チルボン学園設立者の息子。
ハン・ジェホ：イ・ユジュン（佐々木祐介）
九川大学病院外科課長。国内外科分野で3本の指に入る名医。
イ・ドゥグン：オ・リュン
法律番組に出演している有名人。NRフォーラムの顧問弁護士。
チャ・スンテ：ユン・ソクヒョン（閻子丹）
O.Cグループの専務。スソングループの次期後継者。
ソ・ジェヨン：パク・フン
クチョン大学病院の内科課長。
エシュリー・キム：キム・ギュソン（南真由）
ジフンの妻。韓国系アメリカ人。
チェ・チュンラク：チャン・ヒョクジン（蒔村拓哉）
クチョン検察庁検事。

### クチョン病院
ヒョン・ジュヒ：オク・ジャヨン（金香里）
ドハの妻。クチョン病院の院長。「NRフォーラム」の婦人会で実質リーダー。
パク・ミヨン：キム・ソンファ
看護師。
チャン・ヒジュ：パク・セヒョン
看護師。

### クチョン刑務所
パク・ユンガプ：チョン・ジェソン
刑務所の所長。常に刑務所内の監視カメラを確認している。
ジェリー：クァク・ドンヨン
詐欺前科3犯。天才詐欺師のビッグマウスを尊敬している。
ノ・バク：ヤン・ヒョンウク（松川裕輝）
殺人未遂犯。
カン・スチョル：キム・ドンウォン
刑務所の刑務官。

### その他周辺人物
コ・ギグァン：イ・ギヨン（丸山壮史）
ミホの父親。
キム・スンテ：オ・ウィシク
チャンホの親友で助手の弁護士。

### カメオ出演
- ユ・スビン
- キム・ドワン

## 視聴率
| Ep.    | 放送日        | 平均視聴率 | 平均視聴率 | 参考          |
| Ep.    | 放送日        | 全国       | ソウル     | 参考          |
| ------ | ------------- | ---------- | ---------- | ------------- |
| 第1話  | 2022年7月29日 | 6.2％      | 6.3％      | [ 10 ]        |
| 第2話  | 2022年7月30日 | 6.1％      | 6.4％      | [ 11 ]        |
| 第3話  | 2022年8月5日  | 7.6％      | 8.1％      | [ 12 ]        |
| 第4話  | 2022年8月6日  | 8.6％      | 8.7％      | [ 13 ]        |
| 第5話  | 2022年8月12日 | 9.8％      | 10.0％     | [ 14 ]        |
| 第6話  | 2022年8月13日 | 10.8％     | 10.8％     | [ 15 ]        |
| 第7話  | 2022年8月19日 | 11.2％     | 11.4％     | [ 16 ]        |
| 第8話  | 2022年8月20日 | 10.4％     | 10.3％     | [ 17 ]        |
| 第9話  | 2022年8月26日 | 11.5％     | 11.7％     | [ 18 ]        |
| 第10話 | 2022年8月27日 | 10.0％     | 10.2％     | [ 19 ]        |
| 第11話 | 2022年9月2日  | 11.4％     | 11.4％     | [ 20 ]        |
| 第12話 | 2022年9月3日  | 12.0％     | 12.0％     | [ 21 ]        |
| 第13話 | 2022年9月9日  | 8.3％      | 8.3％      | [ 22 ]        |
| 第14話 | 2022年9月10日 | 10.6％     | 10.3％     | [ 23 ]        |
| 第15話 | 2022年9月16日 | 12.3％     | 12.4％     | [ 24 ]        |
| 第16話 | 2022年9月17日 | 13.7％     | 13.9％     | [ 25 ]        |
| 平均   | 平均          | 10.0%      | 10.1％     | [ 26 ] [ 27 ] |